# Arnim von Gleich
Arnim von Gleich (* 18. September 1949 in Ellwangen (Jagst)) ist ein deutscher Biologe. Er war bis 2016 Professor am artec Zentrum für Nachhaltigkeitsforschung der Universität Bremen und dort zuständig für das Lehrgebiet „Technikgestaltung und Technologieentwicklung“ im Fachbereich Produktionstechnik (FB 4). Er war Mitglied in verschiedenen Risikobewertungskommissionen, u. a. in der NanoKommission der Bundesregierung sowie in einer Enquetekommission des Deutschen Bundestages.

## Leben
Arnim von Gleich  studierte bis 1980 Biologie und Pädagogik an der Universität Tübingen auf das Lehramt. Bis 1982 folgte ein Referendariat für das Lehramt an Gymnasien (Sek.II) in Bremen mit der 2. Staatsprüfung. Anschließend wechselte er von 1983 bis 1985 als wissenschaftlicher Mitarbeiter zum Deutschen Bundestag und war für die Koordination des Arbeitsbereichs Umwelt der Bundestagsfraktion für die Fraktion 'Die Grünen' zuständig.
1988 folgte die Promotion zum Dr. phil. im Fach Politikwissenschaft am Fachbereich Sozial- und Geisteswissenschaften der Universität Hannover mit der Arbeit „Über den wissenschaftlichen Umgang mit Natur - Eine wissenschaftspolitische Untersuchung mit Überlegungen zu Reformzielen und Reformansätzen“. Nach einer Gastprofessur am Wissenschaftlichen Zentrum „Mensch-Umwelt-Technik“ der Universität Gesamthochschule Kassel bekleidete er von 1994 bis 2002 eine Professur im Lehrgebiet „Technikbewertung“ an der Fachhochschule Hamburg im Fachbereich Maschinenbau und Chemieingenieurwesen. Seit 2003 war er Professor für das Lehrgebiet „Technikgestaltung und Technologieentwicklung“ im Fachbereich Produktionstechnik (FB 4) der Universität. Bremen.
Seit 2009 war er Dekan dieses Fachbereichs.
Arnim von Gleich ist Aufsichtsratsvorsitzender der Auro Pflanzenchemie AG, Braunschweig.

## Beratungs- und Forschungstätigkeit
Als Mitbegründer und langjähriger wissenschaftlicher Mitarbeiter des Instituts für ökologische Wirtschaftsforschung (IÖW) wirkte von Gleich bis 1995 auch im Vorstand dieser Einrichtung mit.
Von 1995 bis 1998 war er Mitglied der Enquete-Kommission „Schutz des Menschen und der Umwelt - Ziele und Rahmenbedingungen einer nachhaltig zukunftsverträglichen Entwicklung“ des Deutschen Bundestages.
Im Jahre 2000 wurde Arnim von Gleich in die Risikokommission der Bundesregierung zur „Neuordnung der Verfahren und Strukturen der Risikobewertung und Standardsetzung im gesundheitlichen Umweltschutz der Bundesrepublik Deutschland“ berufen.
In der NanoKommission war er Leiter der Arbeitsgruppe 2 „Risiken und Sicherheitsforschung“.
Daneben ist von Gleich Verfasser zahlreicher Gutachten, beispielsweise für das Büro für Technikfolgen-Abschätzung beim Deutschen Bundestag.

## Schriften (Auswahl)
- Giese, Bernd, Gleich, Arnim von, Königstein, Stefan, Pade, Christian, Schmidt, Jan C., & Wigger, Henning (2015). Lebendige Konstruktionen – Technisierung des Lebendigen: Potenziale, Grenzen und Entwicklungspfade der Synthetischen Biologie. Berlin: Edition Sigma/Nomos.
- Gleich, Arnim von/Pade, Christian/Petschow, Ulrich/Pissarskoi, Eugen: Potentials and Trends in Biomimetics. Heidelberg, Dordrecht, London, New York: Springer 2010.
- Gleich, Arnim von/Pade, Christian/Petschow, Ulrich/Pissarskoi, Eugen: Bionik: Aktuelle Trends und zukünftige Potenziale. Institut für ökologische Wirtschaftsforschung, Berlin 2007, ISBN 978-3-932092-86-2.
- Gleich, Arnim von/Kursawe, Frank/Nachtigall, Werner: Bionik. Ökologische Technik nach dem Vorbild der Natur? B.G. Teubner Verlag, 2. Auflage 2001, ISBN 978-3-519-16195-0, doi:10.1007/978-3-663-01343-3 (1. Auflage, 1998).
- Gleich, Arnim von/Gößling-Reisemann, Stefan: Industrial Ecology: Erfolgreiche Wege zu nachhaltigen industriellen Systemen. Vieweg und Teubner Verlag 2008, ISBN 978-3-8351-0185-2, DOI:10.1007/978-3-8351-9225-6
- Gleich, Arnim von/Haum, Rüdiger/Steinfeldt, Michael/Petschow, Ulrich: Nanotechnologies, Hazards and Ressource Efficiency: A Three-Tiered Approach to Assessing the Implications of Nanotechnology and Influencing its Developement. Springer, Berlin, Heidelberg 2007, ISBN 978-3-540-73882-4.
- Ayres, Robert U./Gleich, Arnim von/Gößling-Reisemann, Stefan: Sustainable Metal Management: Securing Our Future - Steps Towards a Closed Loop Economy (Eco-Efficiency in Industrie and Science). Springer Netherlands, 2006, ISBN 978-1-4020-4007-8.
- Der wissenschaftliche Umgang mit der Natur : über die Vielfalt harter und sanfter Naturwissenschaften, Frankfurt/Main, New York: Campus-Verlag 1989 (zugleich Dissertation an der Universität Hannover), ISBN 978-3-593-34073-9.